# The Long Earth
The Long Earth är den första romanen i en science fiction-serie med samma namn av de brittiska författarna Terry Pratchett och Stephen Baxter.

## Handling
"Long Earth" är en (kanske oändlig) serie av parallella världar som liknar jorden, som kan nås med hjälp av en enkel och billig apparat som kallas "stepper".  De "nära" världarna är nästan identiska med "vår" jord (som i boken kallas "Datum Earth"). Andra världar skiljer sig i varierande utsträckning, men alla har en likhet: på ingen av dem har det någonsin funnits Homo sapiens. Det samma kan dock inte sägas om tidigare humanoida arter som finns utsprida bland världarna, framför allt Homo habilis.
Boken handlar främst om Joshua Valientés (som själv är en naturlig "stepper", det vill säga en person som har en medfödd förmåga att ta sig mellan olika världar och därför inte behöver använda någon stepper-apparat för att ta sig mellan olika världar) resa tillsammans med Lobsang, som bär en orange munkdräkt och påstår sig vara en tibetansk motorcykelsreparatör som har återfötts som en artificiell intelligens. De två genomför resan för att lära sig så mycket som möjligt om de parallella världarna och reser miljontals "steps", eller 'steg' (ett "step" eller 'steg' är avståndet mellan två närliggande världar) bort från den ursprungliga jorden. De stöter på bevis för existensen av andra humanoida arter (som kallas troll och älvor) och även mänskliga nybyggare som är naturliga "steppers" och som tidigt lärde sig att ta sig mellan olika världar, inklusive Sally Linsay, dotter till uppfinnaren av steppern, som följer med dem på deras expedition, samt spår av en utdöd ras av tvåbenta köttätande varelser som härstammar från dinosaurier. De stöter också på varningstecken på en stor fara, miljontals världar bort från den ursprungliga jorden, som förstör allt i sin väg. Boken tar också upp hur den enorma ökningen av tillgängligt utrymme påverkar folk som lever på den ursprungliga jorden samt i de nya kolonierna och de politiska rörelser som sprider sig i kölvattnet av "Step Day".